# Маленькі лицарі
«Маленькі лицарі» — радянський художній фільм 1963 року, знятий на кіностудії «Грузія-фільм».

## Сюжет
Молода, ще недосвідчена вчителька Кетеван не може знайти правильного підходу до учнів. Діти безперервно пустують і не слухаються на уроках. Кетеван вирішує піти зі школи. Але одного разу, перевіряючи зошити з творами хлопців, Кетеван починає розуміти, в чому її помилка — вона недостатньо уважно ставилася до дітей, не зуміла по-справжньому зацікавити їх. Виявляється, під час канікул хлопці робили багато хороших, цікавих і корисних справ. А свою вчительку вони люблять і поважають.

## У ролях
- Додо Чоговадзе — Нана, учениця
- Дато Гіоргадзе — Дато
- Ніно Натадзе — Лія
- Темур Картвелішвілі — Джумбері
- Давід Сулакаурі — Вахтанг
- Малхаз Цискарішвілі — Тенго
- Темур Хубашвілі — епізод
- Гія Сепіскверадзе — Гія
- Інга Тевзадзе — Кетеван, молода вчителька
- Белла Міріанашвілі — Русудан
- Коте Даушвілі — Бакар
- Георгій Габелашвілі — Амбако
- Гела Ревазішвілі — Арчіл
- Давід Абашидзе — Аслан
- Мері Канделакі — бабуся Като
- Катерина Верулашвілі — Пелаго
- Тенгіз Жгенті — епізод
- Ніно Какабадзе — епізод
- Ніно Чхеїдзе — епізод
- Тенгіз Арчвадзе — епізод
- Гія Кітія — епізод

## Знімальна група
- Режисери — Нінель Ненова-Цулая, Гено Цулая
- Сценарист — Едішер Кіпіані
- Оператор — Гіві Рачвелішвілі
- Композитор — Отар Горделі
- Художники — Тетяна Кримковська, Зураб Медзмаріашвілі